# Sirhan Sirhan
Sirhan Sirhan (arabe : سرحان بشارة سرحان), né le 19 mars 1944 à Jérusalem, est un chrétien palestinien de nationalité jordanienne jugé coupable de l'assassinat du sénateur américain Robert « Bobby » Kennedy à l'Ambassador Hotel de Los Angeles, le 5 juin 1968. Condamné à mourir dans la chambre à gaz de la prison d'État de San Quentin, sa peine est finalement commuée en emprisonnement perpétuel par l'effet rétroactif de la décision de la Cour suprême de Californie dans l'affaire California v. Anderson. Il purge cette peine au centre correctionnel Richard J. Donovan (en) dans le comté de San Diego.

## Origines et famille
Sirhan Bishara Sirhan est le cinquième enfant de parents de confession maronite ; il a plusieurs fois changé de dénomination étant adulte. Il déclare que, enfant, il a été traumatisé par la violence du conflit israélo-arabe et notamment par la mort de son frère aîné, écrasé par un véhicule militaire jordanien qui tentait d'échapper aux « tirs sionistes ». Alors qu'il a 12 ans, sa famille arrive aux États-Unis avec des visas de réfugiés et s'installe brièvement à New York, puis en Californie.

## Assassinat de Robert Kennedy et condamnation
Le soir du 5 juin 1968, il tire au revolver sur Robert Francis Kennedy à Los Angeles, alors que ce dernier vient de remporter les élections primaires de Californie. Neutralisé et désarmé par la foule (notamment par les écrivains George Plimpton, Jimmy Breslin et Pete Hamill, le joueur de football américain Rosey Grier et le médaillé d'or aux J.O. de 1960, Rafer Johnson), il est rapidement arrêté. Le procureur qui l'a mis en accusation est Lynn Compton, ancien lieutenant de la Easy Company, 506e régiment d'infanterie parachutée, 101e division aéroportée. Reconnu coupable le 17 avril 1969, et condamné à mort six jours plus tard, il voit ensuite sa peine atténuée ; il est finalement condamné à la prison à perpétuité en février 1972.

## Incarcération
Sirhan Sirhan est emprisonné au centre correctionnel Richard J. Donovan (en) en périphérie de San Diego. Auparavant, il a connu quatre établissements pénitentiaires californiens différents : la prison d'État de San Quentin (où il séjourna de 1969 à 1972), la prison d'État de Soledad (en) (où il séjourna de 1972 à 1992), la prison d'État de Corcoran et la prison d'État de Pleasant Valley (en) à Coalinga (où il fut brièvement transféré en octobre 2009, apparemment pour des raisons de sécurité). 

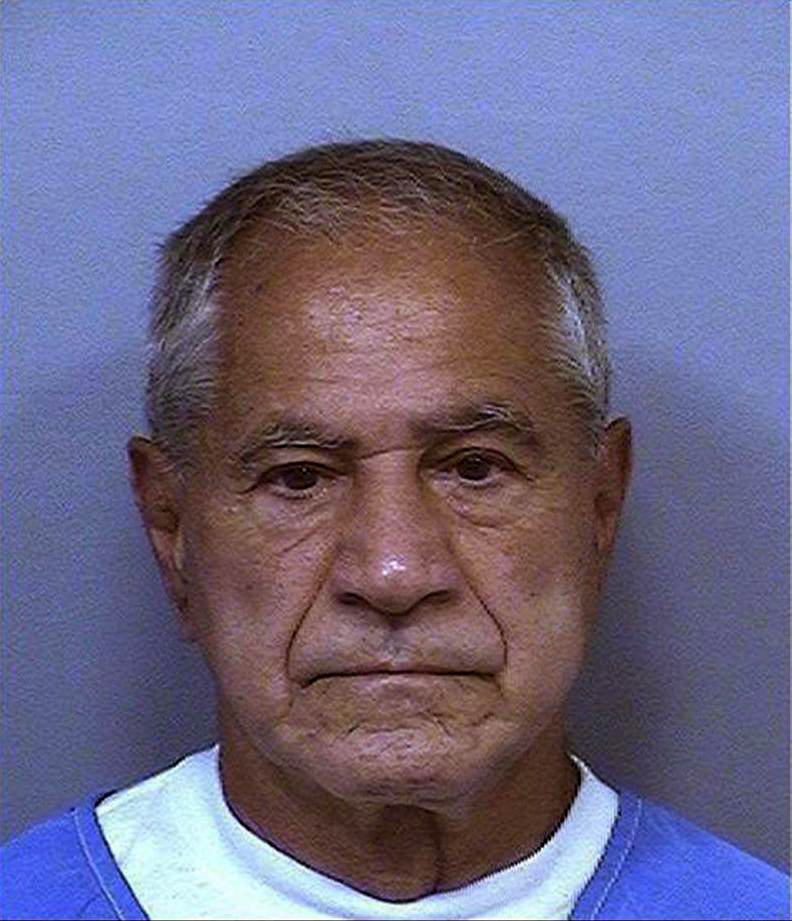
Sirhan Sirhan en 2021.

En 1989, il déclare au journaliste David Frost : « Mon unique lien avec Robert Kennedy était son soutien à Israël et sa tentative délibérée d'envoyer ces 50 bombardiers [à réaction] en Israël pour  causer du tort aux Palestiniens ».
Sirhan Sirhan se voit refuser à 17 reprises la libération conditionnelle. Dans plusieurs de ses apparitions à la commission des grâces, il se déresponsabilise du meurtre, indiquant ne pas avoir de souvenirs, jusqu'à clamer son innocence, malgré ses aveux lors de son procès.
Le 30 août 2019, la presse américaine annonce qu’il a été poignardé par un codétenu. Transporté à l’hôpital, son état se stabilise, par la suite.
En janvier 2022, malgré un préavis positif d'une commission spécialisée, Gavin Newsom, gouverneur de Californie, rejette une demande de libération conditionnelle.